# Пригородний (Кемеровський округ)
При́городний (рос. Пригородный) — селище у складі Кемеровського округу Кемеровської області, Росія.

## Населення
Населення — 2387 осіб (2010; 2400 у 2002).
Національний склад (станом на 2002 рік):
- росіяни — 94 %